# Oorlogsmonument Zwijndrecht (België)

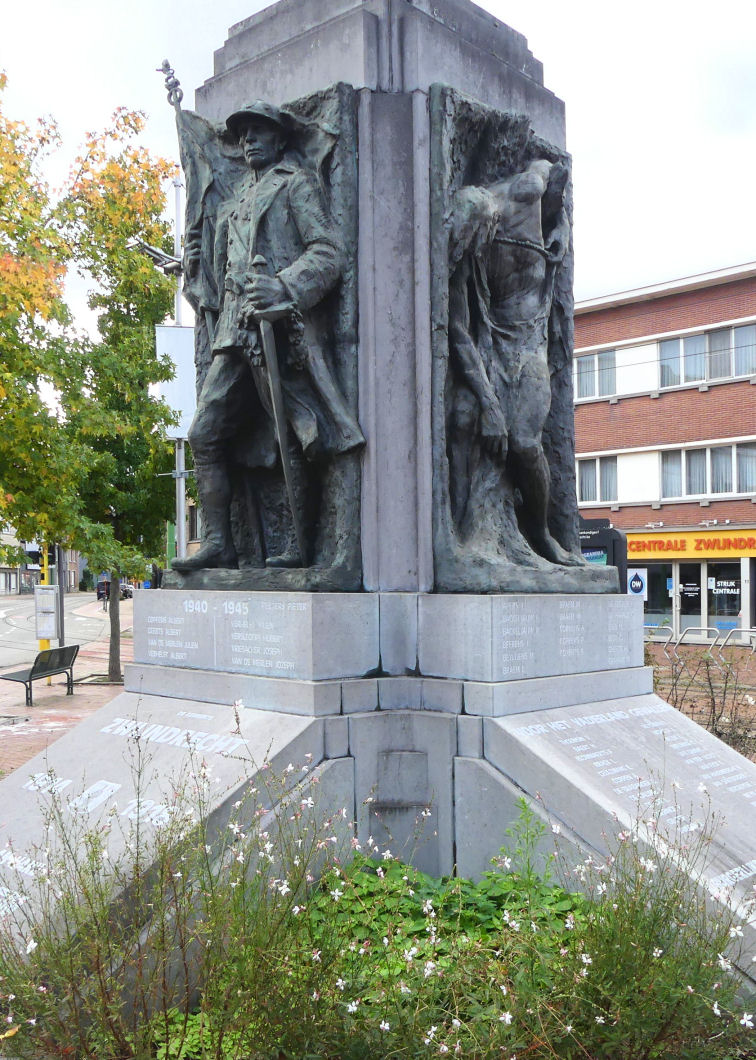
Oorlogsmonument in brons en arduin, Zwijndrecht

Het Oorlogsmonument Zwijndrecht, als eerbetoon aan de oorlogsslachtoffers van beide wereldoorlogen, is gelegen op een pleintje aan Dorp West te Zwijndrecht, tegenover de Heilige Kruisverheffingskerk.

## Beschrijving
Het uit het interbellum daterende oorlogsmonument is een geometrisch hardstenen zuil van beeldhouwer Edouard Vereycken en architect Jan Van Asperen. De vier zijden zijn getooid met elk een bronzen bas-reliëf: een vertrekkend soldaat in kledij van 1914, een vrouw met kind op de vlucht, een gefolterd burger en een zegevierend soldaat, in militaire uitrusting van 1918, met nationale vlag. Het monument is gekroond met helm en lauwerkrans.
De uitgaven voor levering en plaatsing van het geheel bedroegen 50.000 Belgische frank. Deze kosten werden gedragen door schenkingen van privépersonen en door subsidies van het ministerie van Schone Kunsten en de provincie. De inhuldiging, in aanwezigheid van Antwerps gouverneur baron Van de Werve Van Schilde, vond plaats op 21 en 22 juli 1923. Men vierde gelijktijdig de aansluiting van de gemeente Zwijndrecht bij de provincie Antwerpen en de afscheiding van de provincie Oost-Vlaanderen. Later zijn op de sokkel herdenkingsplaten in hardsteen aangebracht met namen van de slachtoffers uit de Tweede Wereldoorlog. Op de voorste schuine steen staat het vroegere gemeentewapen, van voor de fusie van 1977, afgebeeld met de tekst: "Gemeente Zwijndrecht 1914-1918 aan hare helden". Deze platen dragen de handtekening van A. De Coninck.
Na verplaatsing van de gedenkzuil is deze opnieuw ingehuldigd op 10 september 2000.

## Erfgoed
Sinds 29 maart 2019 is het monument aangeduid als vastgesteld bouwkundig erfgoed.

## Galerij

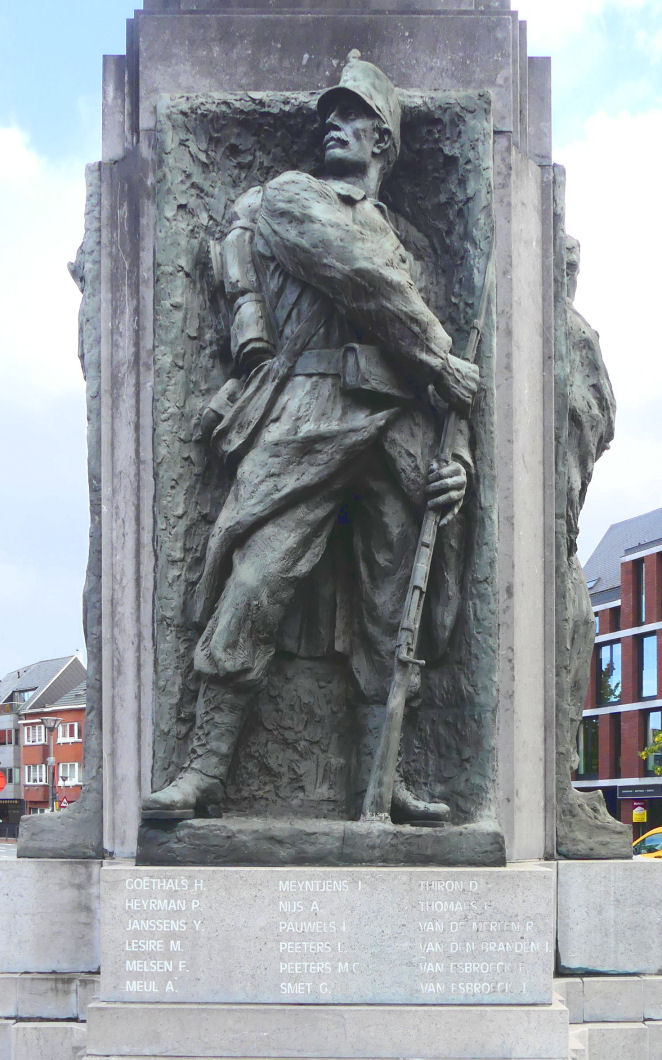
Detail van de zuil: vertrekkend soldaat
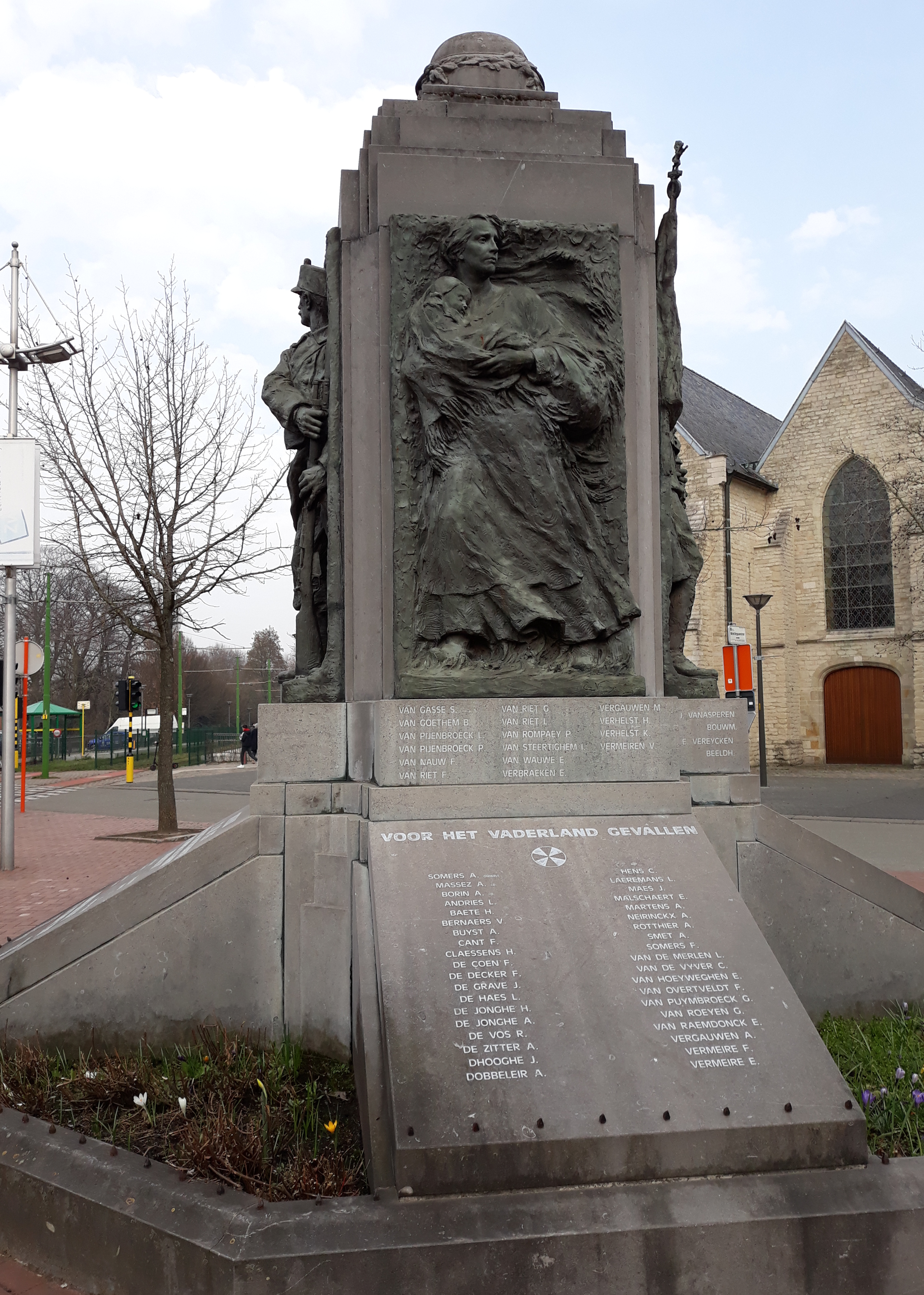
Detail van de zuil: vluchtende vrouw met kind
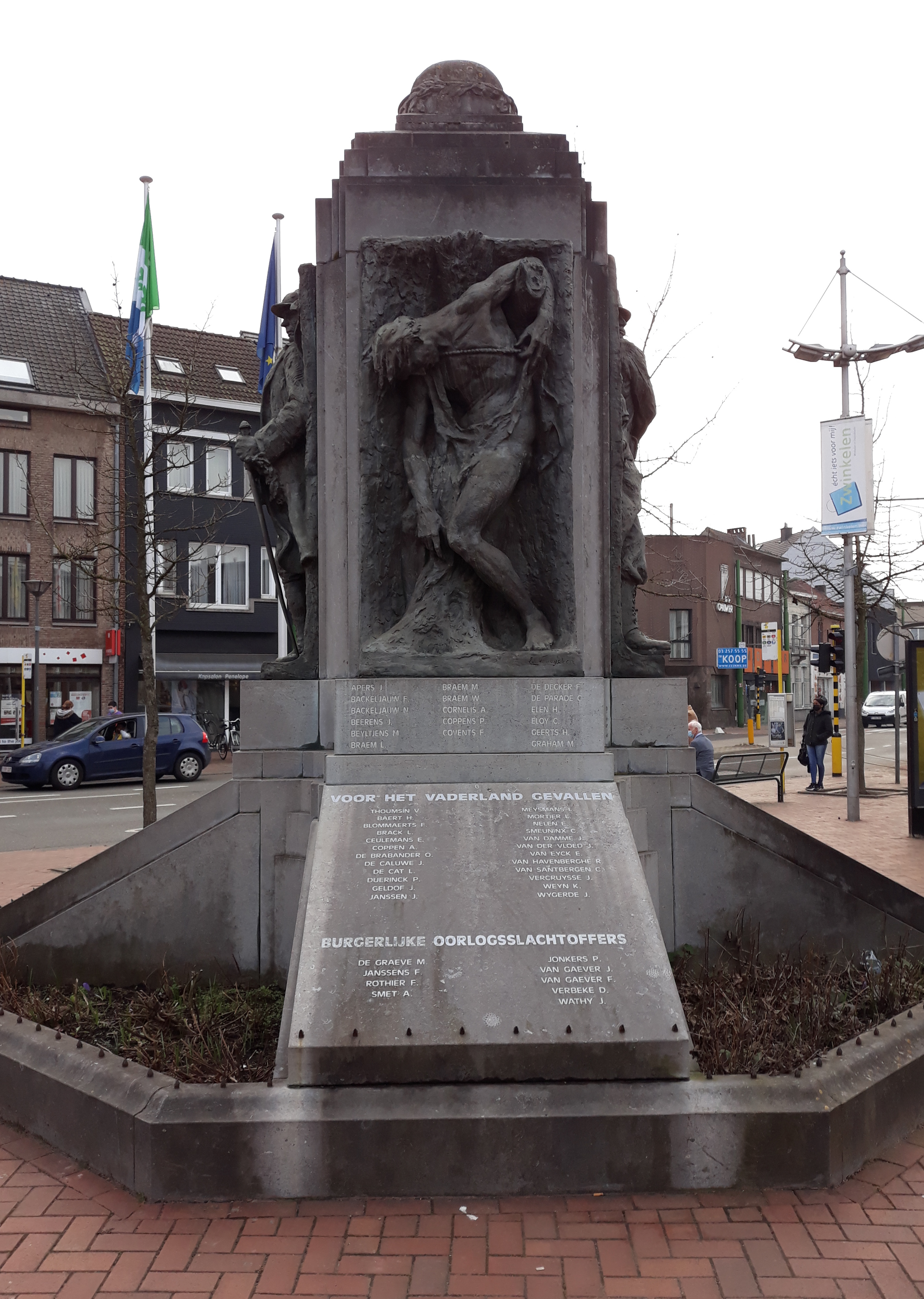
Detail van de zuil: gemarteld burger